# San Andrés, Ahuacuotzingo
San Andrés är en ort i Mexiko.   Den ligger i kommunen Ahuacuotzingo och delstaten Guerrero, i den sydöstra delen av landet, 190 km söder om huvudstaden Mexico City. San Andrés ligger 1 816 meter över havet och antalet invånare är 181.
Terrängen runt San Andrés är kuperad. Runt San Andrés är det glesbefolkat, med 18 invånare per kvadratkilometer. Närmaste större samhälle är Alpuyecancingo de las Montañas, 8,0 km sydväst om San Andrés. I omgivningarna runt San Andrés växer huvudsakligen savannskog.